# Tensas Parish
Tensas Parish (franska: Paroisse de Tensas) är ett administrativt område, parish, i delstaten Louisiana, USA. År 2010 hade området 5 252 invånare. Den administrativa huvudorten är St. Joseph.

## Geografi
Enligt United States Census Bureau har countyt en total area på 1 661 km². 1 560 av den arean är land och 100 km² är vatten.  

### Angränsande områden
- Madison Parish - norr
- Warren County, Mississippi - nordost
- Claiborne County och Jefferson County, Mississippi - öster
- Adams County, Mississippi - sydost
- Concordia Parish - syd
- Catahoula Parish - sydväst
- Franklin Parish - väster